# Прозерпина (фрегат, 1832)
Прозерпи́на — парусный фрегат Российского Императорского флота, тип «Спешный». Относился к рангу 44-пушечных фрегатов, однако имел 56 орудий. Заложен 10 октября 1831 года в С.-Петербургском Главном адмиралтействе. Строители К. А. Глазырин и И. А. Амосов. Спущен на воду 31 августа 1832 года, вошел в состав Балтийского флота.

## Основные характеристики
- Водоизмещение = около 1950 тонн[1];
- Длина по верхней палубе = 48,6 м[1];
- Ширина по мидель-шпангоуту = 12,7 м[1];
- Осадка = 3,9 м[1];
- Арт. вооружение = 56 ор[1]. (24-фн — по штату[2]);
- Экипаж = 340/430 человек[1][3].

## Служба
- В 1833, 1836, 1838, 1839, 1841 и 1845—1847 в составе эскадр находился в практических плаваниях в Финском заливе и Балтийском море.
- В июле 1835 в составе эскадры доставил из Кронштадта в Данциг отряд Гвардейского корпуса, а в сентябре 1835 перевез его обратно.
- В 1837 и 1844 в составе отрядов находился в практических плаваниях для ознакомления гардемаринов с портами Балтийского моря.
- 3 июля 1836 года на Кронштадтском рейде участвовал в торжественной встрече Балтийским флотом ботика Петра I.
- В 1849 году занимал брандвахтенный пост на Кронштадтском рейде.
- Разобран в 1855 году[1][3].

## Командиры фрегата
Командирами фрегата «Прозерпина» в составе Российского императорского флота в разное время служили:
- капитан 2-го ранга П. А. Караулов (с 17 (29) апреля 1832 года);
- Ф. И. Кутыгин (1833—1835 годы);
- А. В. Щулепников (1836 год);
- П. И. Геринг (1837 год);
- Ф. М. Воейков (1838—1839 годы);
- А. Е. Фриш (1841—1848 годы);
- С. А. Баранов (1849 год).